# Ampedus hjorti
Ampedus hjorti е вид бръмбар от семейство Полски ковачи (Elateridae). Видът е уязвим и сериозно застрашен от изчезване.

## Разпространение и местообитание
Разпространен е в Австрия, Германия, Гърция, Дания, Латвия, Литва, Норвегия, Полша, Словакия, Унгария, Чехия и Швеция.
Обитава гористи местности, планини, възвишения и плата.

## Описание
Популацията на вида е намаляваща.